# Alexandra T. Vázquez
Alexandra T. Vázquez es una  investigadora estadounidense experta en música, interpretación popular, estética y crítica caribeñas y estudios latinoamericanos y latinos. Profundiza estas investigaciones desde los estudios de la migración de la diáspora latinoamericana a Estados Unidos, analizando sus costumbres, prácticas y relaciones de interdependencia y poder implicadas en el proceso.

## Biografía
Es investigadora, escritora y profesora titular en la Tisch School of the Arts de New York University. Sus líneas de estudio se centran en la música, la interpretación popular, la estética y la crítica caribeñas, los estudios latinoamericanos y de latinas/os estadounidenses. Ha trabajado en la Universidad de Princeton (2008-2015) y ha sido investigadora posdoctoral en el Programa de Etnicidad, Raza y Migración de la Universidad Yale (2006-2008). También ha publicado numerosos trabajos en revistas y publicaciones académicas.
Su primer libro, Listening in Detail: Performance of Cuban Music, (Duke University Press 2013), ganó el Premio Lora Romero de la American Studies Association en 2014. En 2022 ha publicado The Florida Room (Duke University Press, 2022) y trabaja en su próximo proyecto: Music and Migrancy: Sounds Out of Place.

## Premios y reconocimientos
2014. Premio Lora Romero de la American Studies Association por su libro Listening in Detail: Performances of Cuban Music (Duke University Press 2013). Lora Patricia Romero fue una profesora estadounidense de inglés en la Universidad de Stanford que se especializó en literatura estadounidense de los siglos XIX y XX, estudios culturales chicanos y teoría de género. En 2021 ganó además el Premio David Payne-Carter, galardón concedido a los mejores docentes de la Tisch School of the arts.